# Happy Valley Reservoir
Happy Valley Reservoir är en reservoar i Australien. Den ligger i delstaten South Australia, omkring 16 kilometer söder om delstatshuvudstaden Adelaide. Happy Valley Reservoir ligger 147 meter över havet. Arean är 1,9 kvadratkilometer. Den sträcker sig 1,7 kilometer i nord-sydlig riktning, och 1,6 kilometer i öst-västlig riktning.
Trakten runt Happy Valley Reservoir består till största delen av jordbruksmark. Runt Happy Valley Reservoir är det ganska tätbefolkat, med 222 invånare per kvadratkilometer. Genomsnittlig årsnederbörd är 729 millimeter. Den regnigaste månaden är juni, med i genomsnitt 133 mm nederbörd, och den torraste är december, med 21 mm nederbörd.